# Cho Jea-ki
Cho Jea-ki, kor. 조 재기 (ur. 17 marca 1950) – koreański judoka, brązowy medalista olimpijski z Montrealu.
Reprezentował Koreę Południową. Zawody w 1976 były jego jedynymi igrzyskami olimpijskimi. Po medal sięgnął w kategorii open, w wadze półciężkiej (do 93 kg) był piąty. W 1979 stał na najniższym stopniu podium mistrzostw świata, był również medalistą mistrzostw Azji.